# Internationales Bankhaus Bodensee
Die Internationales Bankhaus Bodensee Aktiengesellschaft ist eine Privatbank mit Sitz in Friedrichshafen. 94,42 Prozent ihrer Anteile befinden sich im Besitz der Würth-Gruppe, die restlichen 5,58 Prozent hält die Hypo Vorarlberg Bank.

## Geschäftsmodell
Die Bank ist im Bodenseeraum ein Nischenanbieter für die Anlageberatung vermögender Privatkunden und die Betreuung mittelständischer Unternehmen mit grenzüberschreitenden Interessen. Sie gilt als Marktführer in der Kreditfinanzierung von Fußballklubs. Fast die Hälfte der deutschen Erst- und Zweitligavereine soll zu ihren Kunden zählen.

## Geschichte
Die IBB AG wurde 1996 von einem internationalen Gesellschafterkreis aus den drei Bodensee-Ländern gegründet. 
Aktionäre sind heute die Würth Finanz-Beteiligungs-GmbH, Künzelsau, und die Hypo Vorarlberg Bank AG, Bregenz (Österreich); Würth hält 94,42 %, die Hypo Vorarlberg 5,58 % der Anteile.

## Technik
Die Internationales Bankhaus Bodensee AG ist dem genossenschaftlichen Rechenzentrum der Atruvia angeschlossen und nutzt als Kernbankensystem deren Software agree21.